# Улица Мусы Джалиля (Москва)
Улица Мусы́ Джали́ля (до 19 марта 1976 года — проектируемый проезд № 5336) — улица в Южном административном округе города Москвы на территории района Зябликово.
Проходит от Бесединского шоссе до Орехового бульвара. 24 августа 2013 года в состав улицы включён бывший Проектируемый проезд № 5302.

## Происхождение названия

Памятник Мусе Джалилю

Улица названа в честь известного татарского поэта и борца антифашистского подполья Мусы Джалиля. В самом начале улицы, недалеко от долины реки Городни, установлен памятник поэту.

## Примечательные здания и сооружения

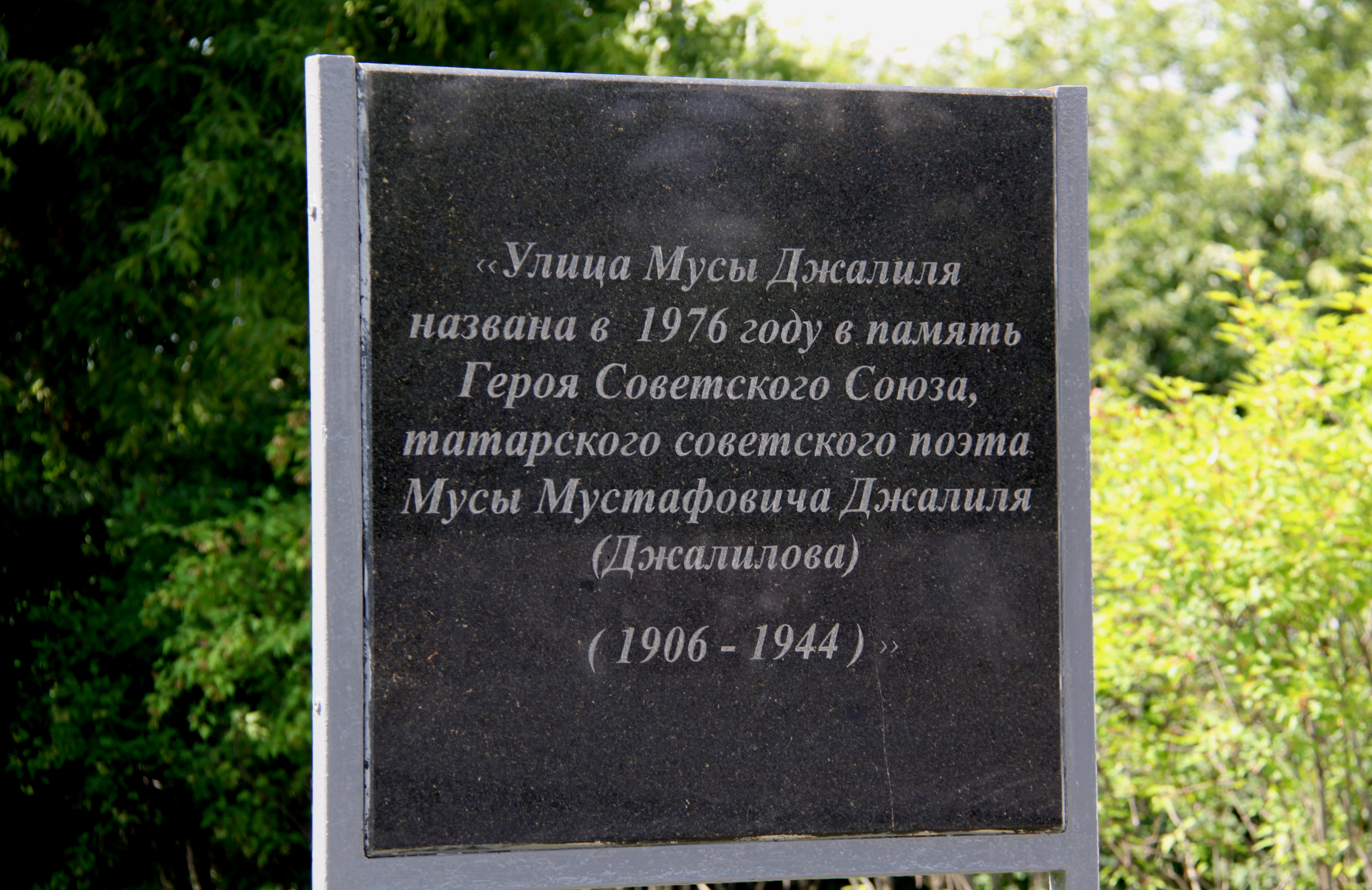
Информационная доска на улице Мусы Джалиля.

### По нечётной стороне
- № 5, корпус 6 — ОВД «Зябликово», Отделение УФМС района «Зябликово»
- № 9, корпус 2 — Детский сад № 1752
- № 9, корпус 4 — Детский сад № 1745 (Центр развития ребёнка)
- № 17, корпус 4 — Детский сад № 1202
- № 25 — Гимназия № 1552
- № 27, корп. 2 — жилой дом серии П-44. Здесь находится квартира известного рок-музыканта Валерия Кипелова[3]
- № 29, корп. 1 — жилой дом серии П-44. Здесь жил кинорежиссёр Вадим Зобин[4]

### По чётной стороне
- № 2, корпус 4 — Детский сад № 1473 (общеразвивающего вида, с приоритетным направлением в художественно-эстетическом развитии)
- № 4, корпус 1 — Спортивно-оздоровительный детский центр «Маяк»
- № 6, корпус 4 — Детский сад № 1743 (Центр развития ребёнка, с ясельными группами)
- № 14 — ОДС № 235
- № 14, корпус 3 — Детский сад № 1271 (Центр развития ребёнка, с ясельными группами)

## Транспорт

### Метрополитен
- Станция метро «Красногвардейская» — в конце улицы, на пересечении с Ореховым бульваром.
- Станция метро «Шипиловская» — на пересечении с Шипиловской улицей.
- Станция метро «Зябликово» — в конце улицы, чуть южнее пересечения с Ореховым бульваром.
- Станция метро «Борисово» — на левом берегу реки Городни, в 200 метрах от памятника поэту.

### Наземный общественный транспорт
- Автобусные маршруты № м77, м86, с819, с867, 887, н5.